# Sékou Koïta
Sékou Koïta (* 28. November 1999) ist ein malischer Fußballspieler, der vorwiegend als offensiver Mittelfeldspieler und Stürmer eingesetzt wird.
Nachdem er mit der malischen U-17-Auswahl bei der U-17-Weltmeisterschaft 2015 in Chile Vizeweltmeister wurde, kam der damals 16-Jährige ab dem Jahr 2016 zu seinen ersten Länderspieleinsätzen für die malische Nationalmannschaft.

## Karriere
Sékou Koïta, der aus dem Nachwuchsbereich des unterklassigen USC Kita stammt, wurde ab der Saison 2014/15 erstmals auch für die Herrenmannschaft eingesetzt. Mit dieser gewann er das Tournoi de Montée, die malische Relegation, und stieg mit dem Team in die malische Erstklassigkeit auf, wobei er sich für die malische U-17-Nationalmannschaft empfehlen konnte. In diese wurde er daraufhin noch im Jahre 2015 als 15-Jähriger erstmals einberufen und nahm mit dem malischen 21-Mann-Kader an der U-17-Fußball-Afrikameisterschaft 2015 in Niger teil, bei der er in allen fünf Spielen seiner Mannschaft zum Einsatz kam, zwei Treffer beisteuerte und mit der Mannschaft nach einem 3:1-Finalsieg über Südafrika Afrikameister wurde.
Aufgrund dieser Platzierung qualifizierte sich die das Team zur Teilnahme an der nachfolgenden U-17-Fußball-Weltmeisterschaft 2015 in Chile. Nachdem ihn Baye Ba abermals in das malische 21-Mann-Aufgebot einberufen hatte, wurde er in der Endrunde in allen sieben Länderspielen seiner Mannschaft als offensiver Mittelfeldspieler eingesetzt und schied mit den Maliern erst im Finale mit 0:2 gegen die nigerianischen Alterskollegen aus. Für die malische U-17-Nationalmannschaft bedeutete diese Vizeweltmeisterschaft den bisher größten Erfolg in ihrer Geschichte, nachdem sie erst kurz davor überhaupt als Afrikameister die Qualifikation für WM-Endrunde geschafft hatte.
Durch die Erfolge bei der U-17-Nationalelf erhielt Koïta Anfang des Jahres 2016 seine erste Einberufung in die malische A-Nationalmannschaft. Nachdem die Mannschaft erfolgreich die Qualifikation zur Afrikanischen Nationenmeisterschaft 2016 geschafft hatte, nahm Koïta als Teil des 21-köpfigen malischen Kaders unter der Leitung von Djibril Dramé an der Endrunde 2016 in Ruanda teil. Dabei debütierte der Offensivspieler bereits im ersten Spiel, einem 2:2-Remis gegen Uganda, und erzielte in diesem auch seinen ersten Treffer für das Nationalteam, als er in der 23. Minute nach Vorlage von Lassana Yiriba Samaké zum 1:1 traf. In weiterer Folge wurde er in allen Spielen seiner Mannschaft eingesetzt und schied letztendlich erst im Finale mit 0:3 gegen die Demokratische Republik Kongo aus. Am Ende des Turniers wurde er aufgrund seiner Offensivleistung als Stürmer in die „Beste Elf der Afrikanischen Nationenmeisterschaft“ gewählt.
Nachdem er für den FC Liefering in Testspielen zum Einsatz gekommen war, wechselte er im Januar 2018 zum FC Red Bull Salzburg, wo er einen bis Juni 2022 gültigen Vertrag erhielt, aber zunächst für den FC Liefering zum Einsatz kommen sollte.
Im Januar 2019 wurde er an den Bundesligisten Wolfsberger AC verliehen. Nach dem Ende seiner Leihe rückte er zur Saison 2019/20 in den Kader von Red Bull Salzburg. Nach seinem Vertragsende verließ er Salzburg nach der Saison 2023/24.
Im Anschluss wechselte er zur Saison 2024/25 nach Russland zu ZSKA Moskau.

## Dopingsperre
Im November 2020 wurden Koïta und sein ebenfalls für Salzburg spielender Landsmann Mohamed Camara im Rahmen einer Dopingkontrolle positiv getestet. Laut RB Salzburg bekamen sie kurz zuvor während einer Länderspielreise vom malischen Mannschaftsarzt ein Medikament gegen Höhenkrankheit, das einen verbotenen Wirkstoff enthielt. Daraufhin wurden sie im Februar 2021 für drei Monate gesperrt.

## Persönliches
Vier seiner Brüder sind ebenfalls Fußballer: Morimakan, Mamadou, Tiémoko und Mamby. Mamby (* 1998) spielte zuletzt für den österreichischen Zweitligisten FC Blau-Weiß Linz. Morimakan (* 1990) ist ehemaliger malischer Auswahlspieler und war zuletzt in Indonesien aktiv.

## Erfolge
mit dem Verein
- Österreichischer Meister: 2020, 2021, 2022, 2023
- Österreichischer Cupsieger: 2020, 2021, 2022

mit der malischen U-20-Nationalmannschaft
- 1× Sieger der U-20-Fußball-Afrikameisterschaft: 2019

mit der malischen U-17-Nationalmannschaft
- 1× Sieger der U-17-Fußball-Afrikameisterschaft: 2015
- 1× Finalist der U-17-Fußball-Weltmeisterschaft: 2015

mit der malischen lokalen Nationalmannschaft (B-Nationalmannschaft bestehend aus Spielern die in Mali spielen)
- 1× Finalist der Afrikanischen Nationenmeisterschaft: 2016
- 1× Wahl in die „Beste Elf der Afrikanischen Nationenmeisterschaft“: 2016 (als Stürmer)